# Manoir de Quesnouët
Le manoir de Quesnouët est un édifice situé à Colpo, en France.

## Localisation
Le manoir est situé sur le territoire de la commune de Colpo, au lieu-dit Quesnouët, dans le département du Morbihan en région Bretagne.

## Description
Le manoir date des XVIe et XVIIe siècles. C'est un édifice à un étage carré, élévation à travées, construit en moellons et pierre de taille de granite. Toiture à longs pans recouverte d'ardoises,  croupe, noue. Escalier demi-hors-œuvre : escalier à vis sans jour.

## Historique
Le pavillon carré au sud date du XVIe siècle, remanié au XVIIe siècle, la partie nord au XVIIe siècle, le pavillon à l'ouest au XVIIIe siècle, le moulin est reconstruit dans la deuxième moitié du XIXe siècle.
Le manoir est inscrit à l'inventaire général du patrimoine culturel.